# McKenas Cole
McKenas Cole es un personaje de ficción interpretado por el actor y director de cine Quentin Tarantino en la serie de televisión estadounidense Alias. Cole trabajaba para el SD-6 hasta que desertó de la organización, primero para trabajar para El Hombre y más tarde para asumir un elevado cargo en El Pacto.
Cole primero aparece en los episodios de la primera temporada " la Caja " (Partes I y II). Cole y un grupo de agentes se infiltran en las oficinas del SD-6 en Los Ángeles y toman como rehén a toda la célula SD entera a excepción de Sydney y Jack Bristow, quien estaba en el aparcamiento del Credit Dauphine momentos antes del ataque. Es revelado que Cole es un antiguo agente del SD-6 quien fue reclutado por Arvin Sloane para una misión cuyo objetivo era destruir un oleoducto en Chechenia, pero fue capturado y tomado como rehén siendo torturado durante cinco años. Cole tras ser liberado, se hace un agente para el sindicato de crimen organizado bajo las órdenes de El Hombre. El objetivo del ataque al SD-6 es un frasco de líquido que se encuentra en la bóveda del SD-6 el cual posee la tinta que permite leer un documento escrito por Rambaldi. Sin embargo, tras los esfuerzos realizados por Jack y Sydney y la ayuda adicional del agente de la CIA Michael Vaughn, lo detienen y es tomado bajo la custodia del gobierno de los Estados Unidos.
Cole después reaparece en un episodio de la tercera temporada titulado " Después de las Seis ". Después de que Julian Sark y Lauren Reed matasen a los seis líderes de las células de El Pacto, ellos intentan usar esto como el argumento para ascender a posiciones más poderosas dentro de la organización terrorista. De nada sirve esto a Sark, pues Lauren alertó a Cole de sus intenciones. Sin embargo, la actitud de Sark fue de valor para Cole y el Pacto, y aceptan sus peticiones ya que la CIA buscaba un documento llamado la Agenda Doleac que específica la información más importante sobre las operaciones del Pacto, incluyendo los nombres de los líderes de célula. Así las acciones de Sark, aunque una traición, eran beneficiosas para el Pacto y Cole promovió a Sark y a Lauren como los co-comandantes de la célula estadounidense del Pacto.
Cole también supervisó una demostración del lavado de cerebro de Sydney como Julia Thorne.
El paradero actual de Cole tras escapar de la custodia de la CIA es desconocido,
- Datos: Q6270971